# Jerzy Malec
Jerzy Dariusz Malec (ur. 9 lipca 1950 w Częstochowie) – polski prawnik, specjalizujący się w zagadnieniach historii administracji oraz państwa i prawa, profesor nauk prawnych, rektor Krakowskiej Akademii im. Andrzeja Frycza Modrzewskiego w latach 2005–2019.

## Życiorys
W 1972 ukończył studia na Wydziale Prawa i Administracji Uniwersytetu Jagiellońskiego. Na tej samej uczelni uzyskiwał następnie stopnie naukowe doktora (w 1979 na podstawie pracy Zaręczenie wzajemne Obojga Narodów. Z dziejów stosunku Polski do Litwy w II połowie XVIII wieku (1764–1792)) i doktora habilitowanego (w 1987 w oparciu o rozprawę zatytułowaną Polska myśl administracyjna XVIII wieku). 31 lipca 2000 otrzymał tytuł profesora nauk prawnych.
Zawodowo był związany z Uniwersytetem Jagiellońskim, do 2005 kierował na tej uczelni Zakładem Historii Administracji i Myśli Administracyjnej. Był stypendystą Uniwersytetu w Genewie i Instytutu Maxa Plancka ds. Europejskiej Historii Prawa we Frankfurcie nad Menem.
W 2000 został pracownikiem naukowym Krakowskiej Szkoły Wyższej im. Andrzeja Frycza Modrzewskiego (następnie Krakowskiej Akademii). Był dziekanem Wydziału Administracji (następnie Wydziału Prawa i Administracji), a także prorektorem ds. studenckich. W latach 2005–2019 pełnił funkcję rektora tej uczelni. 1 października 2019 został prorektorem ds. ogólnych. Został także kierownikiem Katedry Historii Państwa i Prawa tej uczelni.
Przez jedną kadencję przewodniczył Konferencji Rektorów Zawodowych Szkół Polskich, następnie został honorowym przewodniczącym tej instytucji. Został także redaktorem naczelnym periodyku „Studia z Dziejów Państwa i Prawa Polskiego” oraz członkiem Komitetu Nauk Prawnych PAN.

## Odznaczenia i wyróżnienia
Odznaczony Krzyżem Kawalerskim (2004) i Komandorskim (2011) Orderu Odrodzenia Polski, a także Medalem Komisji Edukacji Narodowej (2015). Wyróżniony tytułem doktora honoris causa Narodowego Uniwersytetu Pedagogicznego im. Hryhorija Skoworody oraz uniwersytetu KROK w Kijowie.

## Publikacje
- Polska myśl administracyjna XVIII wieku, Wyd. UJ, Kraków 1986
- Historia administracji nowożytnej (współautor), Wyd. UJ, Kraków 1996
- Szkice z dziejów federalizmu i myśli federalistycznej w nowożytnej Europie, Wyd. UJ, Kraków 1999
- Historia administracji i myśli administracyjnej (współautor), Wyd. UJ, Kraków 2000
- Studia z dziejów administracji nowożytnej, Krakowskie Towarzystwo Edukacyjne, Kraków 2003